# Escut de l'Atzúbia
L'escut de l'Atzúbia és un símbol representatiu oficial de l'Atzúbia, municipi del País Valencià, a la comarca de la Marina Alta. Té el següent blasonament:
| « | Escut quadrilong de punta redona. En camp de sinople, una torre d'or, maçonada, aclarida i terrassada de sable, somada per una àguila de sable, en actitud de volar. Per timbre, corona reial oberta. | » |

## Història
L'escut s'aprovà per Resolució de 31 de maig de 1999, del conseller de Presidència, publicada en el DOGV núm. 3.549, de 29 de juliol de 1999.
Es tracta de l'escut que tradicionalment ha usat el poble de l'Atzúbia.
A l'Arxiu Històric Nacional es conserven les empremtes d'un segell en tinta de l'Alcaldia de l'Atzúbia de 1876 on ja hi apareixen tots aquests elements.

Segell de l'Alcaldia (AHN, 1876).